# Ingeborg Uddén
Esther Ingeborg Alice Uddén, född 6 oktober 1877 i Strängnäs, död 16 juni 1960 i Engelbrekts församling, Stockholm, var en svensk tecknare och bokillustratör.
Hon var dotter till läroverksadjunkten Axel Ludvig Uddén och Selma Bernhardina Charlotta Gerle. Uddén utexaminerades från Högre konstindustriella skolan 1898 och gjorde därefter längre studieresor till Tyskland och Italien för att studera bokkonst. Vid återkomsten till Sverige anlitades hon flitigt av olika bokförlag för att teckna och formge bokomslag. Bland annat formgav hon omslag till August Strindberg, Gustaf Fröding, Selma Lagerlöf, Oscar Levertin, Sophie Elkans böcker. För Barnbiblioteket Saga illustrerade hon ett fyrtiotal volymer. Hon var en av de första tecknarna i Sverige som illustrerade skolböckerna konstnärligt som exemplifieras i Anna Maria Roos läsebok I Önnemo by  och Sörgården. Uddén är representerad vid Nationalmuseum i Stockholm. Hon är begravd på Gamla kyrkogården i Strängnäs.